# Ray Blume
Bernard Ray Blume (nacido el 23 de septiembre de 1958 en Valdosta, Georgia) es un exjugador de baloncesto estadounidense que jugó una temporada en la NBA y otra más en la liga francesa. Con 1,93 metros de estatura, lo hacía en la posición de escolta.

## Trayectoria deportiva

### Universidad
Jugó durante cuatro temporadas con los Beavers de la Universidad Estatal de Oregón, en las que promedió 11,6 puntos, 3,2 asistencias y 5,2 rebotes por partido, Fue uno de los artífices de que los Beavers alcanzaran el número uno en el ranking nacional en su última temporada. Acabó como líder histórico en robos de balón y como decimosegundo mejor anotador de todos los tiempos. En sus dos últimas campañas fue incluido en el mejor quinteto de la Pacific 10 Conference, y en 1980 elegido en el segundo quinteto All-American.

### Profesional
Fue elegido en la trigésimo sexta posición del Draft de la NBA de 1981 por Indiana Pacers, quienes al día siguiente traspasaron sus derechos junto con una futura ronda del draft a Chicago Bulls, a cambio de los derechos sobre Mike Olliver. Jugó una temporada con los Bulls, en la que promedió 4,6 puntos y 1,4 asistencias por partido.
Al acabar la temporada fue traspasado a San Diego Clippers, quienes lo descartaron dos semanas después sin haber comenzado la competición. En 1984 jugó una temporada en el AS Mónaco de la liga francesa antes de retirarse definitivamente.

## Estadísticas de su carrera en la NBA

### Temporada regular
| Temporada | Edad | Equipo        | Liga | P  | TIT | MIN  | TC  | TCA | %TC  | 3P  | 3PA | %3P  | TL  | TLA | %TL  | R.OF. | R.DEF. | REB | ASIS | ROB | TAP | PER | FP  | PTS |
| 1981-82   | 23   | Chicago Bulls | NBA  | 49 | 2   | 11.1 | 2.1 | 4.5 | .459 | 0.1 | 0.4 | .222 | 0.4 | 0.6 | .643 | 0.3   | 0.6    | 0.8 | 1.4  | 0.5 | 0.0 | 1.1 | 1.2 | 4.6 |
| Total     |      |               | NBA  | 49 | 2   | 11.1 | 2.1 | 4.5 | .459 | 0.1 | 0.4 | .222 | 0.4 | 0.6 | .643 | 0.3   | 0.6    | 0.8 | 1.4  | 0.5 | 0.0 | 1.1 | 1.2 | 4.6 |